# Aleurolobus exceptionalis
Aleurolobus exceptionalis is een halfvleugelig insect uit de familie witte vliegen (Aleyrodidae), onderfamilie Aleyrodinae.
De wetenschappelijke naam van deze soort is voor het eerst geldig gepubliceerd door Regu & David in 1993.